# Campionat del Món de motociclisme de 1989
La temporada de 1989 del Campionat del món de motociclisme fou la 41a edició d'aquest campionat, organitzat per la FIM. El campió vigent de 500cc, Eddie Lawson, va sorprendre la majoria dels observadors canviant de Yamaha a Honda durant la pretemporada i després va guanyar el campionat, esdevenint el primer a guanyar-ne dos de 500cc consecutius amb dues marques diferents. Sobre el canvi, Lawson va dir: «Giacomo Agostini, el director de l'equip Marlboro Yamaha, va començar a fer tripijocs, dient coses com ara: 'No sé si et podem pagar el mateix que el 1988'. Jo acabava de guanyar el meu tercer títol, així que va ser dur de sentir això. A més, vaig descobrir que Ago estava parlant amb Kevin Schwantz. Em vaig reunir amb Erv [Kanemoto] i li vaig dir que necessitava un canvi. Quan Marlboro va descobrir que estava parlant amb Honda, van doblar la seva oferta, però ja era massa tard. De fet, vaig acceptar una retallada de sou per a pilotar l'Honda».
Per segon any consecutiu, un americà va guanyar el campionat de 500cc mentre que la resta de cilindrades les van guanyar pilots catalanoparlants: Sito Pons la de 250cc, Àlex Crivillé la de 125cc i Manuel "Champi" Herreros la de 80cc.

## Resum de la temporada

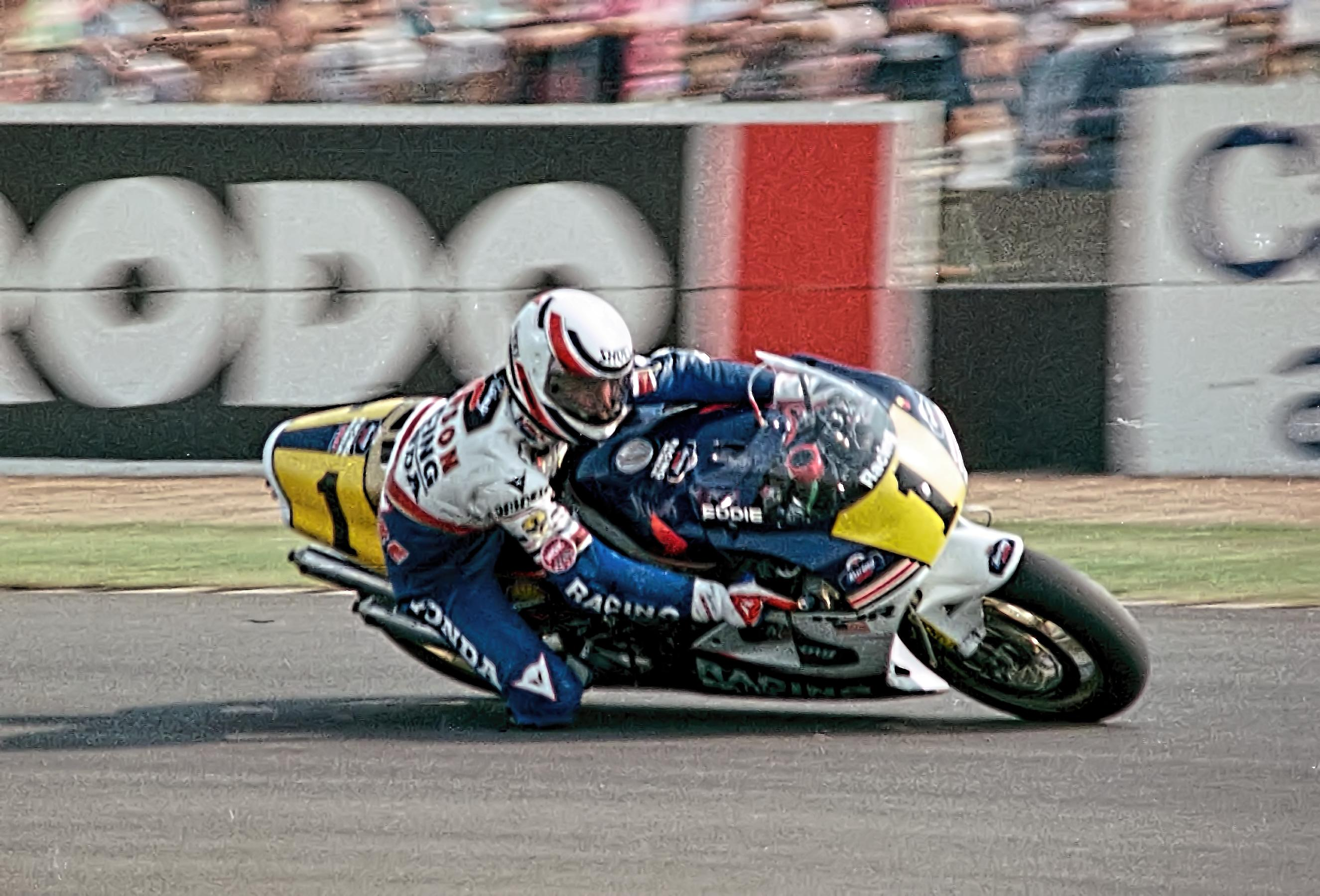
Eddie Lawson al

Als 500cc, Eddie Lawson va guanyar malgrat la forta oposició de Wayne Rainey i Kevin Schwantz, que van continuar rendint de manera impressionant. Per la seva banda, Freddie Spencer va intentar tornar amb l'equip Marlboro Yamaha, amb poc èxit. L'australià Wayne Gardner va ser baixa la major part de la temporada després de trencar-se la cama a Laguna Seca, però no abans de guanyar el Gran Premi inaugural al seu país d'origen. Un altre australià, Mick Doohan, va debutar en Gran Premi amb l'equip Rothmans Honda, aconseguint una tercera posició a Hockenheimring. La FIM va atorgar la meitat de punts al Gran Premi de Bèlgica, disputat sota fortes pluges, després que els organitzadors reprenguessin la cursa tres vegades, en contra de les regulacions de la FIM. El Gran Premi de les Nacions a Misano va ser boicotejat per la majoria dels millors pilots per motius de seguretat.
Sito Pons va guanyar un segon campionat consecutiu de 250cc amb Honda, mentre que el seu gran rival i subcampió de 1988, Joan Garriga, no va poder passar del vuitè lloc final a causa dels nombrosos problemes sobrevinguts a la seva nova Yamaha YZR250. Un altre català va començar a destacar en aquesta categoria: Carles Cardús, que aquell any va guanyar a França el seu primer Gran Premi. Als 125cc, el jove Àlex Crivillé va guanyar el títol amb la JJ Cobas amb motor Rotax dissenyada per Antonio Cobas. A l'edat de 19 anys, 5 mesos i 23 dies, Crivillé esdevingué el campió del món de motociclisme més jove de la història en aquells moments. Al pilot de Derbi Manuel "Champi" Herreros li va correspondre l'honor de guanyar l'últim campionat del món de 80cc, ja que la categoria es deixaria de celebrar a partir del 1990. Herreros va guanyar el campionat sense haver obtingut cap victòria durant la temporada, gràcies a la seva regularitat.
Aquesta va ser l'última vegada (a data del 2025) que Honda -i que el mateix fabricant de motors- van guanyar els títols mundials de constructors de motociclisme i de Fórmula 1 al mateix any.

## Campions del món
Pilots
| 80cc            | 125cc         | 250cc     | 500cc        |
| --------------- | ------------- | --------- | ------------ |
| Manuel Herreros | Àlex Crivillé | Sito Pons | Eddie Lawson |

Constructors
| 80cc    | 125cc | 250cc | 500cc |
| ------- | ----- | ----- | ----- |
| Krauser | Honda | Honda | Honda |

Sidecars
| Pilot / Passatger           | Constructor |
| --------------------------- | ----------- |
| Steve Webster / Tony Hewitt | Krauser     |

## Grans Premis

### Sistema de puntuació
Barem de puntuació de 1988 a 1991:
| Posició | 1  | 2  | 3  | 4  | 5  | 6  | 7 | 8 | 9 | 10 | 11 | 12 | 13 | 14 | 15 |
| Punts   | 20 | 17 | 15 | 13 | 11 | 10 | 9 | 8 | 7 | 6  | 5  | 4  | 3  | 2  | 1  |

### Calendari
| Cursa | Data           | Gran Premi                   | Circuit           |
| ----- | -------------- | ---------------------------- | ----------------- |
| 1     | 26 de març     | Gran Premi del Japó          | Suzuka            |
| 2     | 9 d'abril      | Gran Premi d'Austràlia       | Phillip Island    |
| 3     | 16 d'abril     | Gran Premi dels Estats Units | Laguna Seca       |
| 4     | 30 d'abril     | Gran Premi d'Espanya         | Jerez             |
| 5     | 14 de maig     | Gran Premi de les Nacions    | Misano            |
| 6     | 28 de maig     | Gran Premi d'Alemanya        | Hockenheimring    |
| 7     | 4 de juny      | Gran Premi d'Àustria         | Salzburgring      |
| 8     | 11 de juny     | Gran Premi de Iugoslàvia     | Rijeka            |
| 9     | 24 de juny     | Dutch TT                     | Assen             |
| 10    | 2 de juliol    | Gran Premi de Bèlgica        | Spa-Francorchamps |
| 11    | 16 de juliol   | Gran Premi de França         | Le Mans           |
| 12    | 6 d'agost      | Gran Premi de Gran Bretanya  | Donington Park    |
| 13    | 13 d'agost     | Gran Premi de Suècia         | Anderstorp        |
| 14    | 27 d'agost     | Gran Premi de Txecoslovàquia | Brno              |
| 15    | 17 de setembre | Gran Premi del Brasil        | Goiânia           |

### Guanyadors
| Cursa | Gran Premi           | 80cc             | 125cc          | 250cc         | 500cc               | Resultats |
| ----- | -------------------- | ---------------- | -------------- | ------------- | ------------------- | --------- |
| 1     | GP del Japó          |                  | Ezio Gianola   | John Kocinski | Kevin Schwantz      | Resultat  |
| 2     | GP d'Austràlia       |                  | Àlex Crivillé  | Sito Pons     | Wayne Gardner       | Resultat  |
| 3     | GP dels Estats Units |                  |                | John Kocinski | Wayne Rainey        | Resultat  |
| 4     | GP d'Espanya         | Herri Torrontegi | Àlex Crivillé  | Luca Cadalora | Eddie Lawson        | Resultat  |
| 5     | GP de les Nacions    | Jorge Martínez   | Ezio Gianola   | Sito Pons     | Pierfrancesco Chili | Resultat  |
| 6     | GP d'Alemanya        | Peter Öttl       | Àlex Crivillé  | Sito Pons     | Wayne Rainey        | Resultat  |
| 7     | GP d'Àustria         |                  | Hans Spaan     | Sito Pons     | Kevin Schwantz      | Resultat  |
| 8     | GP de Iugoslàvia     | Peter Öttl       |                | Sito Pons     | Kevin Schwantz      | Resultat  |
| 9     | Dutch TT             | Peter Öttl       | Hans Spaan     | Reinhold Roth | Wayne Rainey        | Resultat  |
| 10    | GP de Bèlgica        |                  | Hans Spaan     | Jacques Cornu | Eddie Lawson        | Resultat  |
| 11    | GP de França         |                  | Jorge Martínez | Carles Cardús | Eddie Lawson        | Resultat  |
| 12    | GP de Gran Bretanya  |                  | Hans Spaan     | Sito Pons     | Kevin Schwantz      | Resultat  |
| 13    | GP de Suècia         |                  | Àlex Crivillé  | Sito Pons     | Eddie Lawson        | Resultat  |
| 14    | GP de Txecoslovàquia | Herri Torrontegi | Àlex Crivillé  | Reinhold Roth | Kevin Schwantz      | Resultat  |
| 15    | GP del Brasil        |                  |                | Luca Cadalora | Kevin Schwantz      | Resultat  |

### Accident mortal
Iván Palazzese es va morir arran d'un accident a la cursa de 250cc del Gran Premi d'Alemanya.

## Galeria

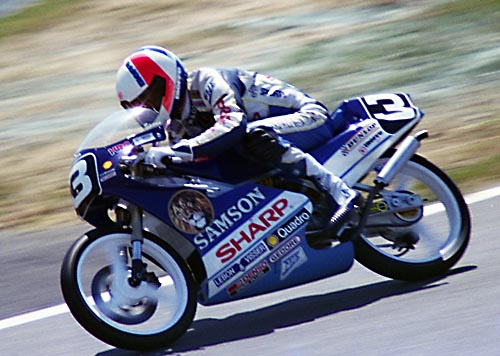
Hans Spaan, subcampió de 125cc
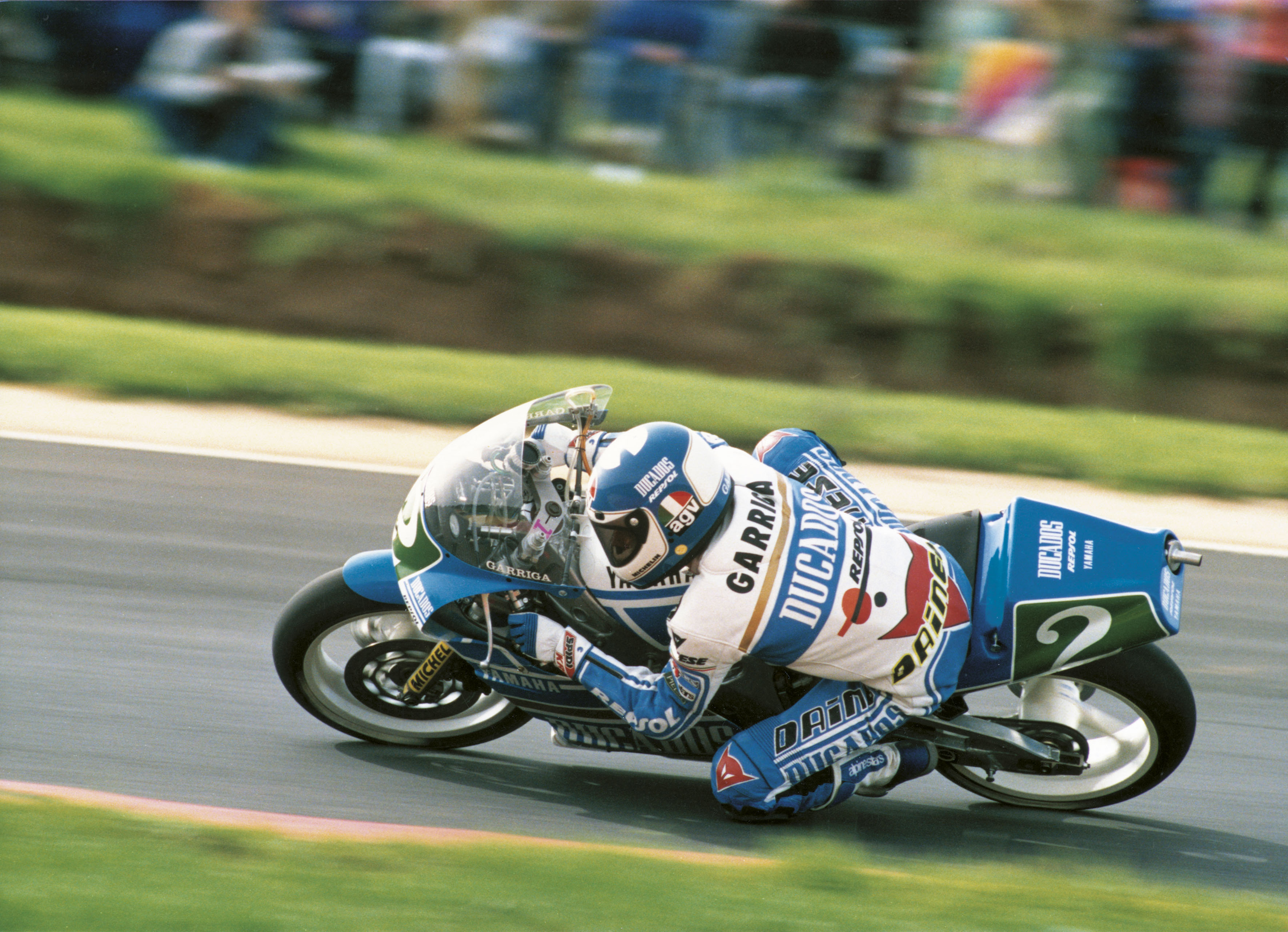
Joan Garriga, subcampió el 1988, no pogué passar del 8è lloc final als 250cc
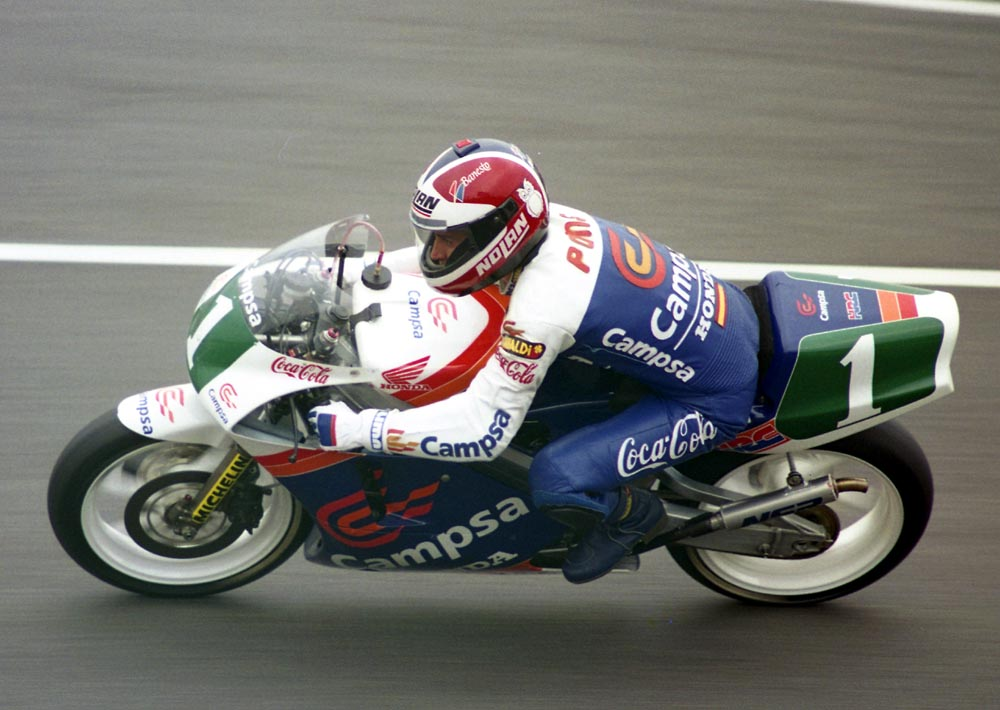
Sito Pons, campió de 250cc
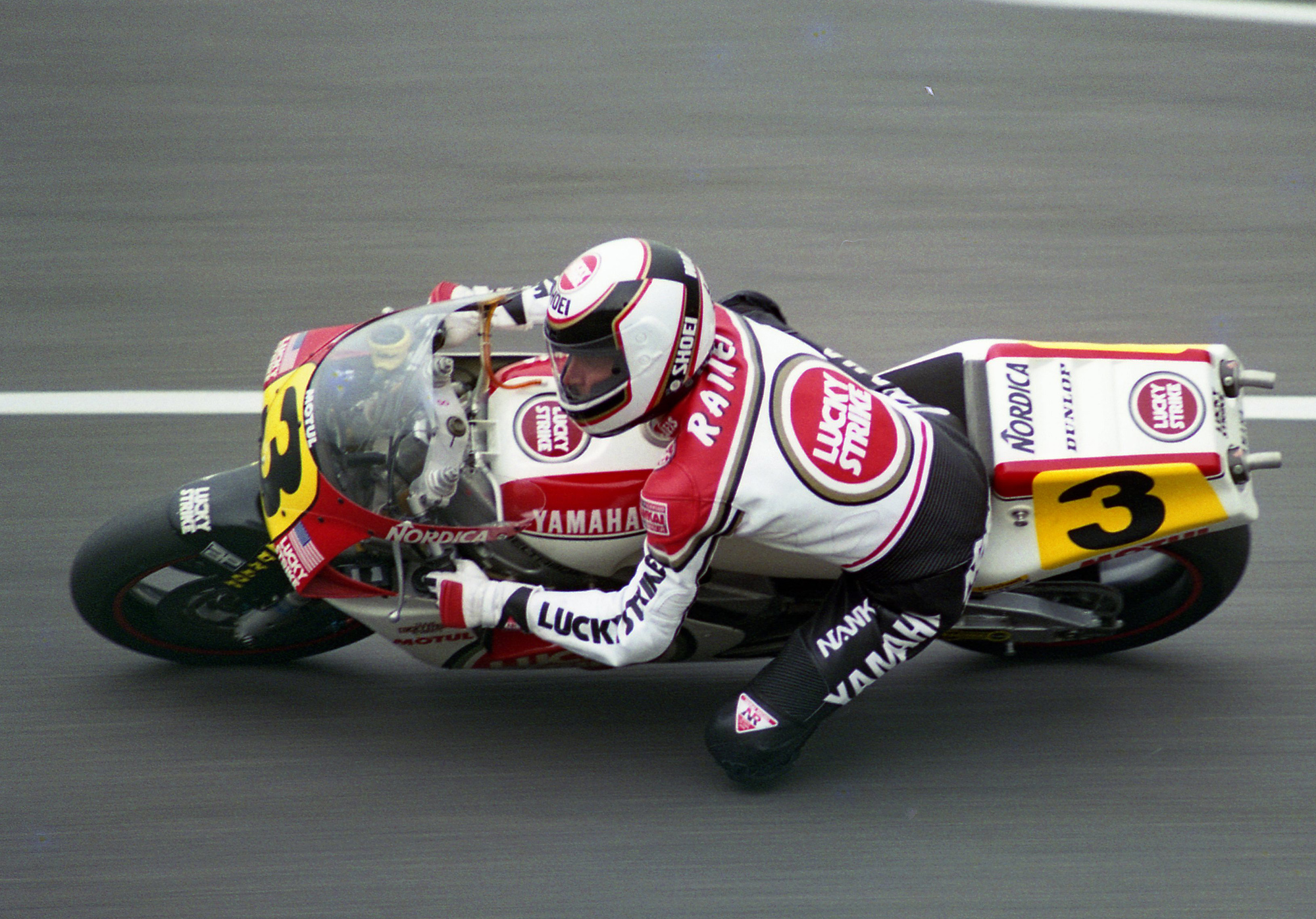
Wayne Rainey, subcampió de 500cc
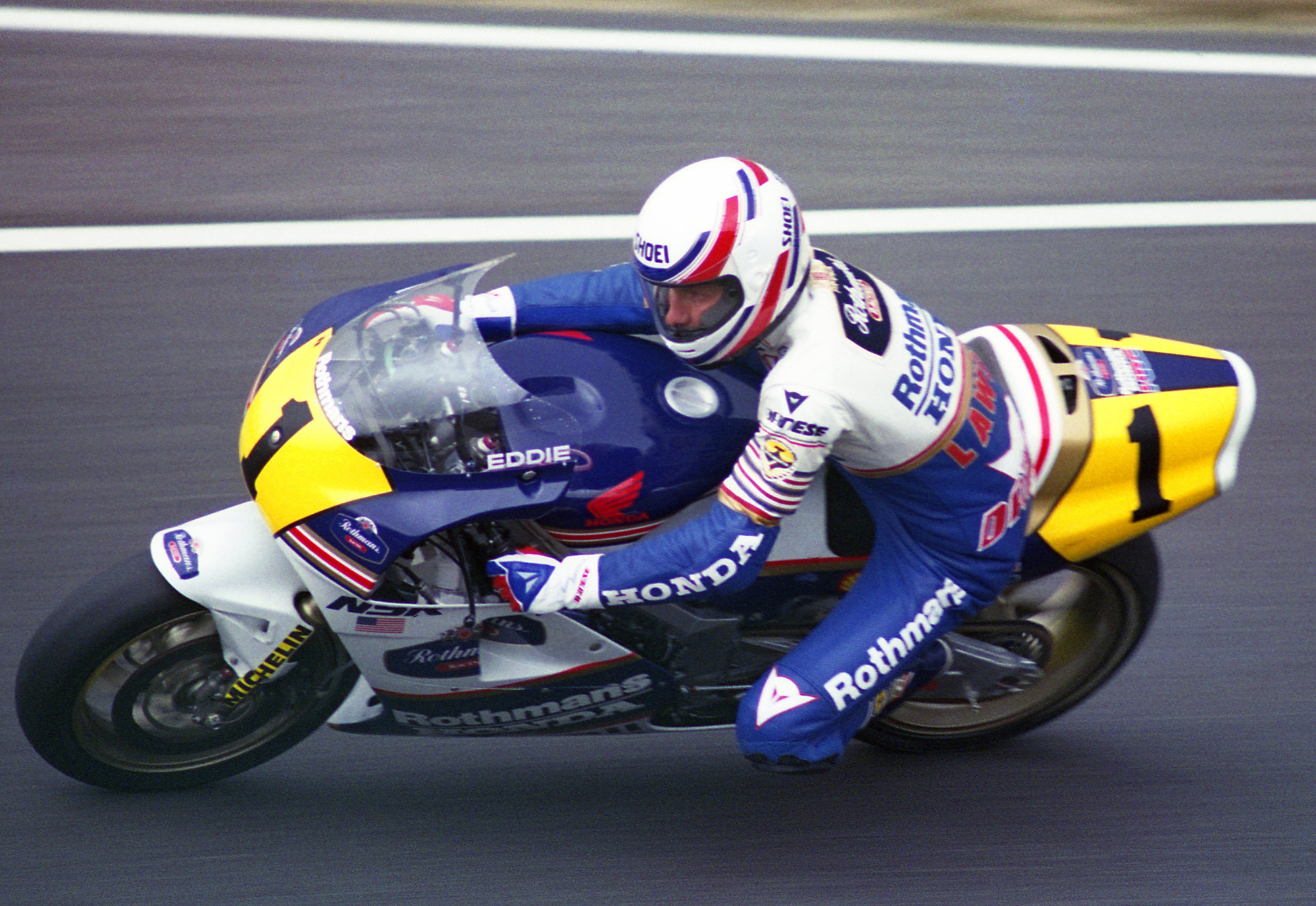
Eddie Lawson, campió de 500cc

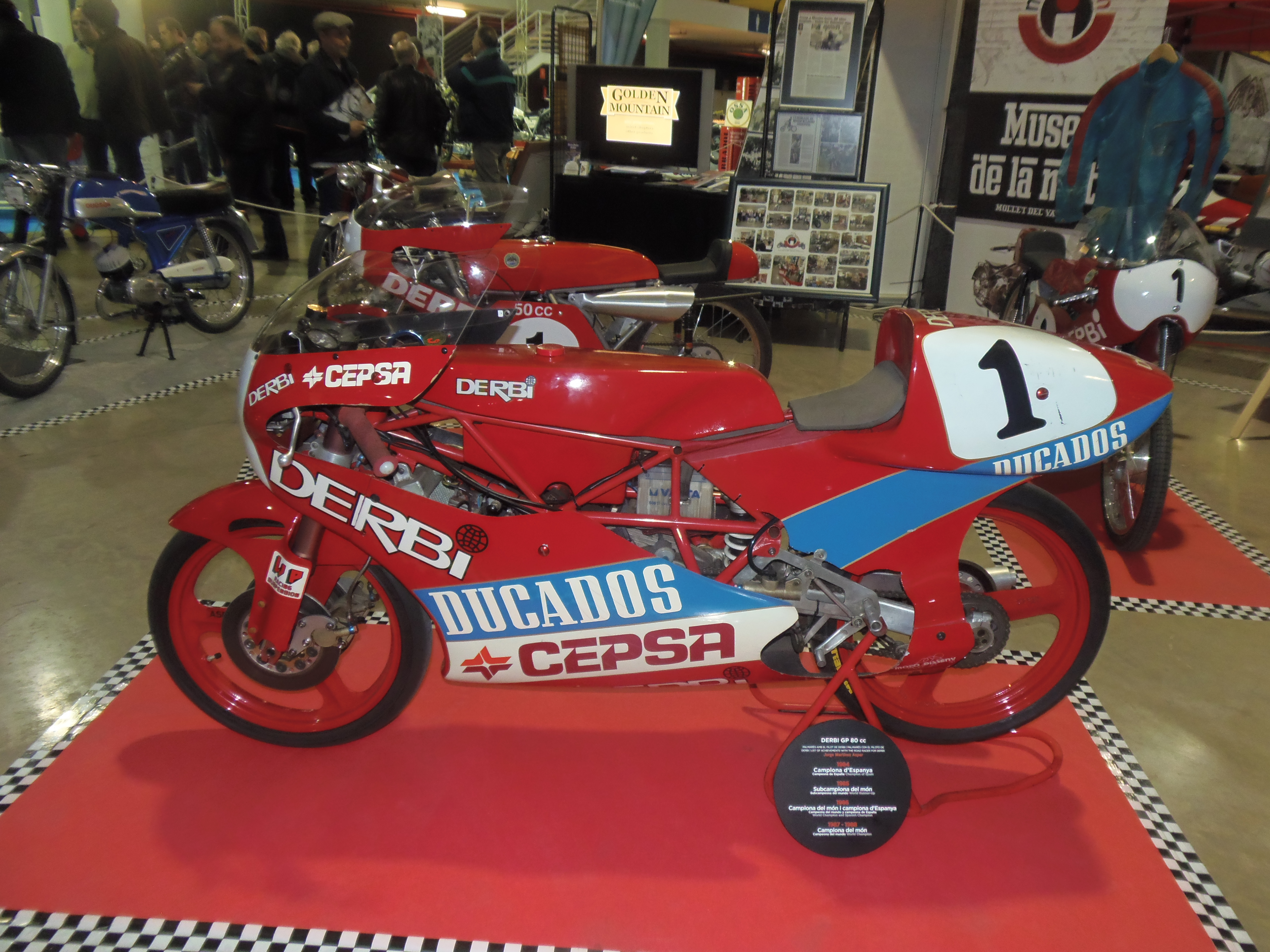
La Derbi GP 80 amb què Champi Herreros fou campió de 80cc
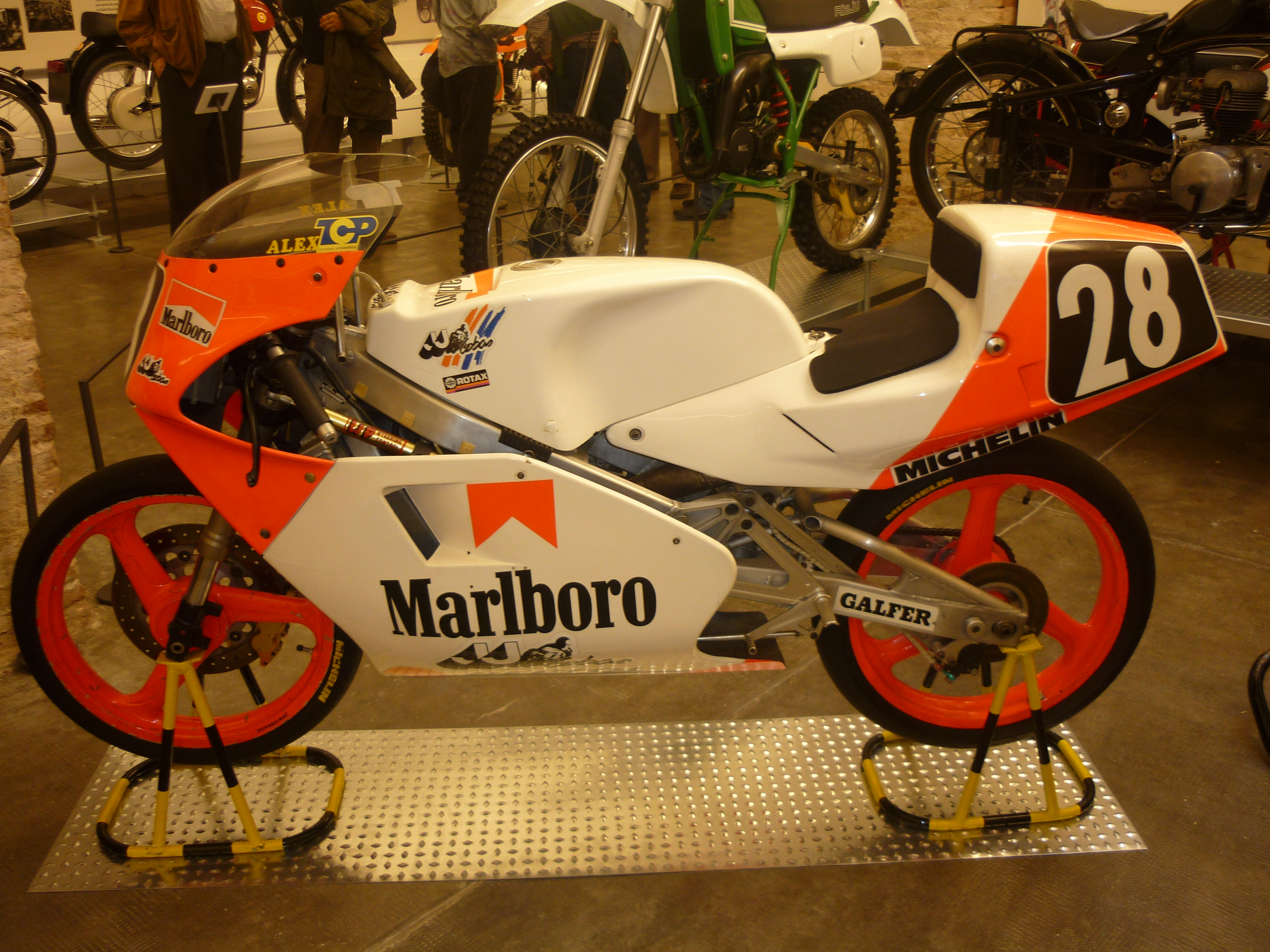
La JJ Cobas 125 amb què Àlex Crivillé fou campió de 125cc
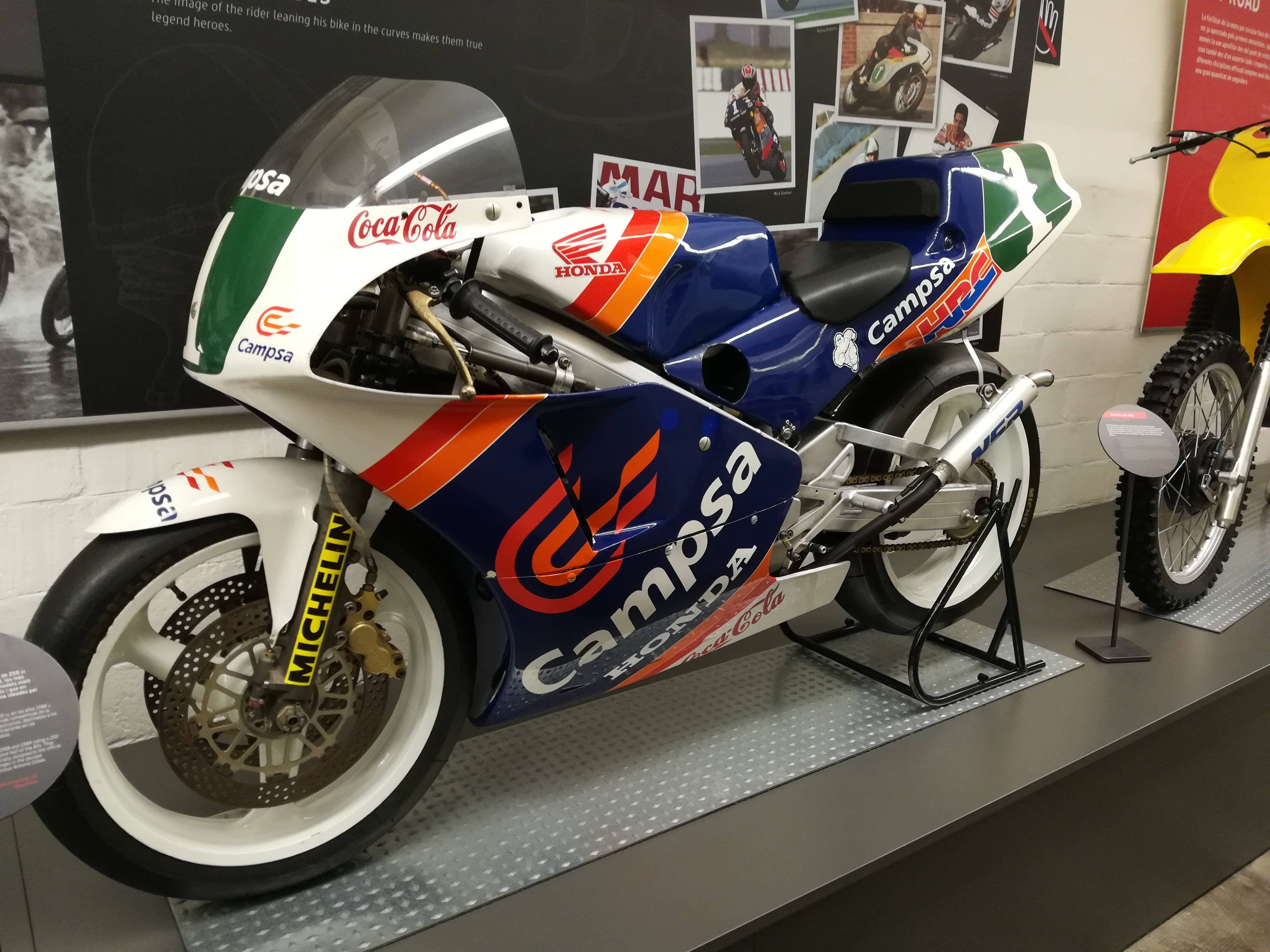
L'Honda NSR250 amb què Sito Pons fou campió de 250cc
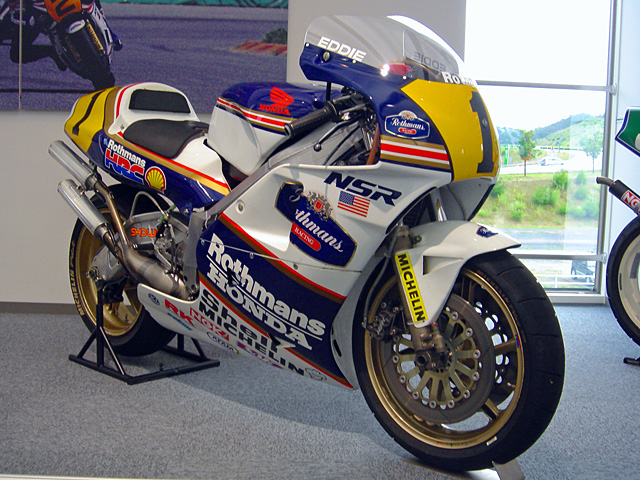
L'Honda NSR500 amb què Eddie Lawson fou campió de 500cc

## Classificació dels pilots

### 500 cc
(Llegenda) (En negreta - Pole; En cursiva - Volta ràpida)